# Pelomyia peruviana
Pelomyia peruviana är en tvåvingeart som beskrevs av Malloch 1934. Pelomyia peruviana ingår i släktet Pelomyia och familjen Canacidae. Inga underarter finns listade i Catalogue of Life.